# František Janeček
František Janeček (23 de enero de 1878 - 4 de junio de 1941) fue un ingeniero mecánico, inventor y empresario checoslovaco. Fundador de la fábrica de motocicletas Jawa, se convirtió en una figura importante en el desarrollo de esta industria en Checoslovaquia.

## Primeros años
Janeček nació en 1878 en Klášter nad Dědinou, un pequeño pueblo de Bohemia, en la actual República Checa. Estudió mecánica en la Escuela Técnica de Praga y luego se trasladó a Alemania, completando su formación en el Colegio de Ingeniería de Berlín.
Al graduarse, regresó a Praga y comenzó a trabajar para el industrial judío Emil Kolben en la compañía Kolben. Le fue bien y cuando tenía solo 23 años fue nombrado gerente de la nueva fábrica abierta por Kolben en los Países Bajos, donde conoció a su futura esposa al ser atropellado por un automóvil cuando iba en bicicleta al trabajo. La hija del conductor le dio los primeros auxilios, se hicieron amigos y luego se casaron.
A la edad de 31 años, el éxito del diseño de algunos de sus inventos, le permitió dejar la compañía Kolben para fundar su propio taller de ingeniería en Praga.

## El neumógrafo
Durante los diez años posteriores a su traslado a Praga, el taller de investigación mecánica de Janeček realizó cientos de experimentos y registró docenas de patentes. Los más exitosos estaban relacionados con grabaciones de sonido. También pasó un tiempo viajando por Europa (Alemania, Bélgica, los Países Bajos e Inglaterra, entre otros lugares), buscando todo tipo de innovaciones tecnológicas y nuevas formas de organizar el trabajo. 
Sus mejores perspectivas comerciales se concretaron en una invención conocida como neumógrafo, consistente en un sistema neumático con una serie de tubos de aire que activaban una matriz formada por pequeñas fichas, cada una con una cara negra y una cara blanca. Cuando el aire fluía a través de cada tubo individual, la correspondiente ficha unida a él se volteaba, mostrando su cara blanca y permitiendo componer una imagen sobre el fondo del resto de fichas negras. De esta manera, el neumógrafo podía mostrar varios anuncios e informes diarios. Se instaló un prototipo en la parte superior de un edificio en la avenida Národní de Praga, ubicada en la dirección Jungmannovo náměstí 761/1, que llamó la atención del público. 
Los planes de Janeček incluían la instalación de otros neumógrafos en Berlín, Varsovia y San Petersburgo. Sin embargo, el inicio de la Primera Guerra Mundial después de los sucesos del 28 de junio de 1914, detuvo las negociaciones en curso y su proyecto nunca se desarrolló.

## Primera Guerra Mundial
Después de servir en el frente italiano en la Primera Guerra Mundial, Janeček experimentó un período prolífico de diseños e invenciones, y obtuvo más de sesenta patentes nuevas, incluido un diseño para una granada de mano mejorada denominada Modelo 21, que se convirtió en la granada de mano estándar del ejército checoslovaco, siendo apodada "Janeček".

## Desarrollo de motocicletas

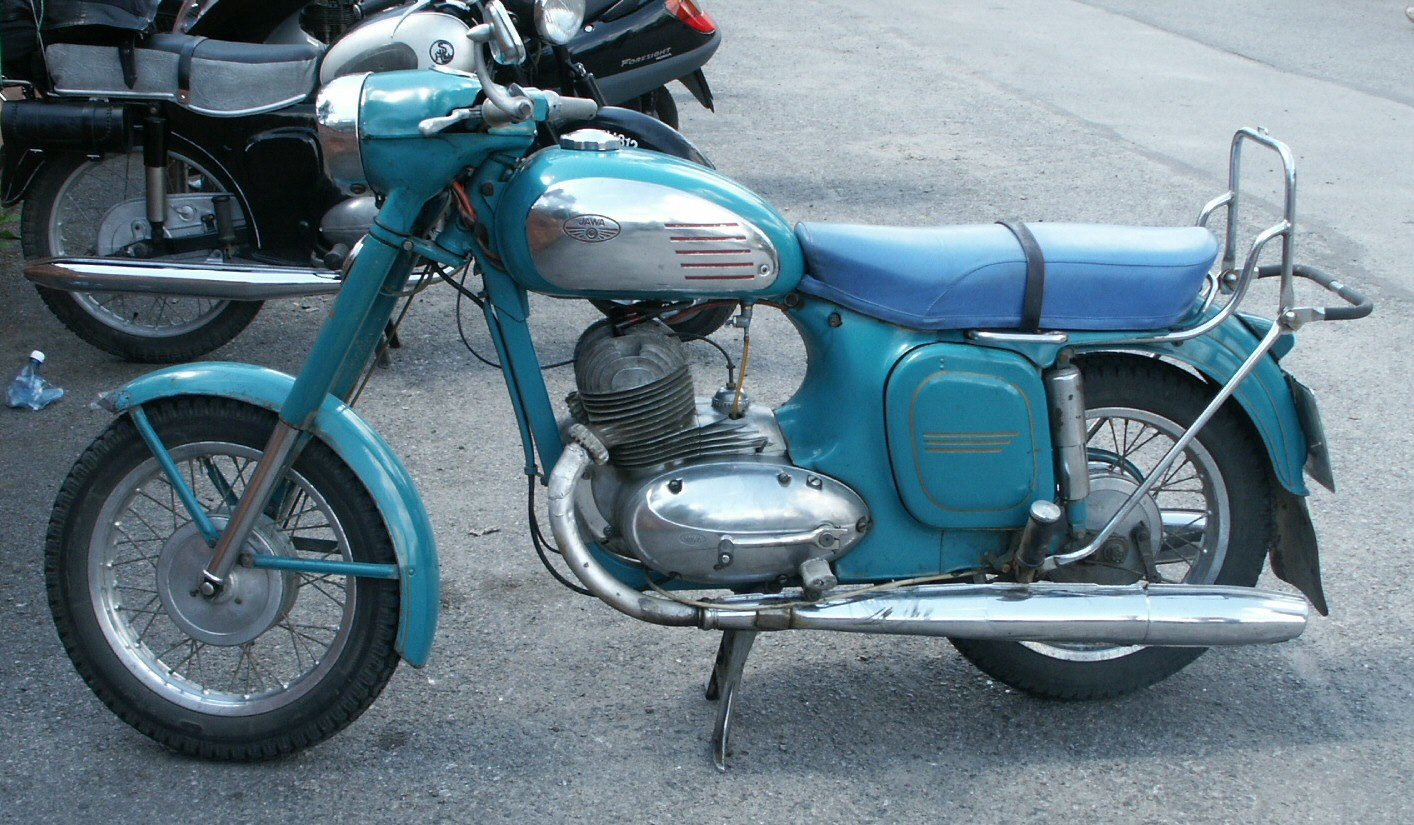
Una de las primeras motocicletas Jawa 350

Janeček vio la oportunidad en 1927 de convertir una antigua fábrica de armamento en una empresa de fabricación de motocicletas. Se basó en su conocimiento de la ingeniería y en su experiencia con las técnicas de producción en masa, y basó sus nuevos diseños de motocicletas en un motor de 498 cc existente fabricado por una compañía alemana llamada Wanderer. La nueva compañía fue nombrada JAWA en 1929, una palabra compuesta de las dos primeras letras de Janecek y Wanderer.
Comenzó a producir motocicletas Wanderer bajo licencia en 1927 para diversificar los intereses de su fábrica de armas. Su primera motocicleta tenía una serie de características avanzadas, que incluían un cambio de marchas y un bastidor de acero. Pudo contratar al experimentado diseñador de motocicletas británico George William Patchett, y juntos desarrollaron una gama de motos de competición para promocionar la nueva marca Jawa. En la década de 1930, Janeček amplió la gama para incluir modelos económicos ligeros, basados en motores británicos de dos tiempos Villiers, así como motocicletas de peso medio con motor de 350 cc y válvulas laterales o válvulas en cabeza bajo la marca Jawa (como la Jawa 350). 

## Segunda Guerra Mundial
Cuando Checoslovaquia fue ocupada por la Alemania nazi en 1938, Janeček se vio obligado a entregar su fábrica al mando de ocupación, que la utilizó para producir motores y generadores de aviones alemanes. Continuó trabajando en secreto en el desarrollo de motocicletas monocilíndricas de dos tiempos, y la producción se reinició después del final de la guerra.
František Janeček murió en 1941, y su hijo Karel Janeček se hizo cargo de la compañía Jawa.

## Adaptador Littlejohn
El adaptador Littlejohn era un dispositivo que podía instalarse en el cañón QF de 2 libras británico de 40 mm, un arma antitanque de la Segunda Guerra Mundial, permitiendo alargar su vida útil al convertirlo en un cañón reductor perforante. El apodo "Littlejohn" vino de una traducción libre al inglés del apellido de František Janeček.